# تاريخ الكنيسة الأرثوذكسية الروسية
تراثيا يعد أندراوس الرسول مؤسس الكنيسة الأرثوذكسية الروسية (بالروسية: Русская Православная Церковь)، إذ يعتقد أنه زار سكيثيا والمستوطنات الإغريقية على الساحل الشمالي للبحر الأسود. وتقول واحدة من هذه الأساطير إن القديس وصل إلى حيثُ ستبنى مدينة كييف وتنبأ بتأسيس مدينة مسيحية عظيمة. بُنيت كاتدرائية القديس أندراوس في المنطقة التي يروى أنه نصب فيها صليبًا.

## تنصير روس
كانت أعظم إرسالية أرثوذكسية مسيحية قسطنطينية قد بلغت مناطق تسمى خقانات روس، وقد كانت ولم تزل ولايات من أوكرانيا وبيلاروسيا. أدخل المبشرون الإغريقيون المسيحية إلى خقانات روس من بيزنطة في القرن التاسع. في 863–869، ترجم القديس سيريل والقديس ميثوديوس أجزاء من الكتاب المقدس إلى اللغة السلافونية الكنسية القديمة أول مرة، وهو ما مهد الطريق إلى تنصير السلافيين. تدل على الأدلة على أن البطريرك فوتيوس أو إغناطيوس هو الذي أرسل أول أسقف مسيحي من القسطنطينية إلى نوفغورود بين عامي 866-867 تقريبًا.
مع حلول أواسط القرن العاشر، كان من بين النبلاء الكييفيين مجتمع مسيحي، تحت قيادة الكهنة الإغريقيين والبيزنطيين، ولكن الوثنية بقيت هي الدين السائد. وكانت الأميرة أولغا الكييفية أول حاكم لروسيا الكييفية انتقل إلى المسيحية، إما في عام 945 أو في عام 957.
كانت الكنيسة الكييفية أول أمرها مطرانية لبطريركية القسطنطينة والبطريرك المسكوني، إلى جانب الإمبراطور، يعين مطران يحكم كنيسة روس. كان مسكن المطران أول الأمر في كييف. مع خسارة كييف لدلالتها السياسية بعد الغزو المغولي، انتقل المطران ماكسيموس إلى فلاديمير عام 1299، ونقل المسكن خليفتاه بعد ذلك بطرس وثيوغنوسطوس، إلى موسكو في القرن الرابع عشر.

## تحت حكم المغول
كان موقع الكنيسة الروسية مفضلًا فيما كانت بعض أجزاء روسيا واقعة تحت حكم المغول منذ القرن الثالث عشر إلى القرن الخامس عشر. دعم سرغيوس، والمطرانان القديسان بطرس (1308–26) وأليكسيوس (1354–78)، القوة الصاعدة في إمارة موسكو. كانت الكنيسة محمية الأراضي والمباني ومعفية من الضرائب. وضُمنت لها الحرية من الاضطهاد حسب قوانين الشريعة الإسلامية. إلى هذا الحد، كانت العلاقة القانونية بين الخانية القبلية الذهبية والكنيسة الأرثوذكسية الروسية، إذ اعتُرف يهذه الحقوق في مستند رسمي. ولم يكن على الكنيسة إلا أن تدعو للخان. وافق استمرار هذا الانسجام الفكرة الأرثوذكسية التي تقضي بحماية الدولة للكنيسة، ومن ثم دعوة الكنيسة للولاء. بعد قرون من هذا، لم يختلف كثيرًا تعامل البطاركة المسكونيين مع الحكام العثمانيين. في عام 1261، أسست الكنيسة الروسية أبرشية في سراي، عاصمة الخانية القبلية الذهبية. أسست الأهمية المتزايدة لموسكو والقوة المتنامية للنظام السياسي أفكارًا أسهمت في تأسيس قاعدة لاهوتية لمكانة موسكو. وقد دلت المراجع فعلًا على اعتبار موسكو روما الثالثة. منذ هذه اللحظة بدأت المصادر تستعمل كلمة تسارستفو وتساردم أكثر، وهي ترجمة للكلمة الإغريقية باسيليا. أسهم مطران موسكو، ماكاري (1483–1563) فوق هذا كله، في تأسيس فكرة موسكو عن الدولة. أكد المطران على حفظ التراث الكنسي الروسي. وأتاح كتبًا موجزة للقراءة، هي المينانيونات، التي رتبت جسب التقويم لكي يتسنى قراءتها باستمرار في القداسات والأديرة. كان لهذه الكتب خصائص روسية قوية دعمت فكرة العناية الإلهية للنظام السياسي الروسي.

## القرن الخامس عشر
في خلال القرن الخامس عشر كانت الكنيسة الروسية هي المعتمد عليها في بقاء الدولة الروسية وحياتها. لذا ساعدت شخصيات دينية مثل سيرغيروس الرادونيزي والمطران أليكيس البلد  على الصمود في سنين الاضطهاد التتاري، وعلى التوسع اقتصاديًا وروحانيا.
في مجمع فلورنسا عام 1439، اتفقت مجموعة من قادة الكنيسة الأرثوذكسية على بنود للاتحاد مع البابوية. ولكن أمير موسكو فاسيلي الثاني، رفض التنازلات للكنيسة الرومانية ومنع التصريح بما اتفق عليه في مجمع موسكو 1452. طُرد المطران الروسي إسيدور، الذي وقع اتفاق الاتحاد، من منصبه في العام نفسه، بتهمة الردة.
في عام 1448، أصبحت الكنيسة الروسية في موسكو مستقلة استقلالًا فاعلًا عن بطريركية القسطنطينية، عندما انتخب الأساقفة الروسيون كبيرهم جوناس، وهو أسقف روسي، من دون الرجوع إلى القسطنطينية. أصبحت الكنيسة الروسية في حدود دوقية موسكو الكبرى منذ ذلك الوقت مستقلة استقلالا فاعلًا.
سُمي المطران جوناس، ككل سلفه، مطران كييف وجميع الروس، ولكن خلفاءه سموا أنفسهم مطارنة موسكو وجميع الروس. بعد خمس سنوات، سقطت القسطنطينية في يد العثمانيين الترك. بعد ذلك، صارت موسكو في رأي الكنيسة الروسية ودوقية موسكو (التي أصبحت بعد ذلك القيصرية الروسية)، روما الثالثة، خليفةً شرعية للقسطنطينية، وأصبح مطران موسكو رأس الكنيسة الروسية.

## تغييرات وإصلاحات
ابتُلي عهد إيفان الثالث وخليفته بهرطقات وجدالات كثيرة. دعى الحزب الذي يقوده نيل سورسكي وفاسيا كوسوي، إلى علمنة الممتلكات الرهبانية. وعارضهما جوزف الفولوتسكي، الذي دافع عن الملكية الكنسية للأرض والممتلكات. تقلب موقف الملك، ولكنه في آخر الأمر دعم جوزيف. ظهرت طوائف جديدة، أظهر بعضها الميل إلى العودة إلى الشريعة الموسوية، فعلى سبيل المثال، تهود الكاهن الأكبر أليكسي بعد أن لقي رجلًا يسمى زكريا اليهودي.
ازدهرت الحياة الرهبانية، وتعايش المذهبان حتى الهزيمة الحاسمة لأصحاب علمنة الملكية في عام 1551. ترك تلاميذ القديس سيرغيوس دير الثالوث قرب موسكو ليجدوا عشرات الأديرة في أرجاء شمال شرق روسيا. توضعت بعض أشهر الأديرة في الشمال الروسي، لإظهار كيف يزدهر الدين في أقحل الأراضي. كان من أغنى ملاك الأراضي في روسيا في القرون الوسطى دير جوزيف فولوكولامسك، ودير كيريلو بيلوزيرسكي، ودير سولوفتسكي. في القرن الثامن عشر، اعتبرت الأديرة الثلاثة الكبرة لورات، أما الأديرة التي كانت خاضعة للمجمع خضوعًا مباشرًا فسميت ستوروبيغيكات.
في أربعينيات القرن السادس عشر، عقد المطران ماكاريوس عددًا من المجامع الكنسية، انتهت بمجمع المئة الفقرة، عام 1551. وحد هذا المجمع الطقوس والواجبات الكنسية في جميع أراضي روسيا. وبطلب من الكهنوت الكنسي ألغت الحكومة السلطة القضائية للقيصر على رجال الدين.

## الاستقلال وإعادة التنظيم
في فترة حكم القيصر فيودور الأول، اتصل نسيبه بوريس غودونوف الذي كان يدير الحكومة، بالبطريرك المسكوني، الذي كان «محرجًا من شدة حاجته إلى المال»، من أجل رفع مكانة مطرانية موسكو إلى بطريركية. ثم بعد نقاشات ممتدة، تأسست بطريركية موسكو في يناير 1589، وكان المطران جوب أول بطريرك لموسكو وجميع الروس. في نصف القرن التالي، عندما أصبحت القيصرية ضعيفة، صار من شأن البطاركة (ومن أبرزهم غيرموغن وفيلاريت) أن يديروا الحكم إلى جانب القياصرة (وأحيانًا من دونهم).

## القرن السابع عشر
كانت بداية القرن السابع عشر فترة مليئة بالمشكلات لدولة موسكو، بعد موت آخر قيصر في سلالة روريك، فيودور إيفانوفتش عام 1598. قيل إن البولنديين والسويديين غزوا روسيا من الغرب، وانتخب البويارات السبعة الأمير ولاديسلاو فاسا قيصرًا لروسيا عام 1610. في فترة الاضطراب السياسي هذه، كان البطريرك غيرموغن (1606–1612) معارضًا صلبًا للبويارات السبعة ولأي مدع كاثوليكي لعرش موسكو. وشهدت هذه الفترة أيضًا صمود دير الثالوث (الثالوث المقدس للقديس سرجيوس) أمام شهور من الحصار، إذ حاصرته قوة معادية.